# Monkeyshines, No. 3
Monkeyshines, No. 3 é o terceiro e último filme da sequência experimental realizada por William K.L. Dickson e William Heise para o Edison Studios, de Thomas Edison, para testar o formato cilíndrico original do cinetoscópio. Este é um dos primeiros filmes da história e um dos primeiros a ser rodado nos Estados Unidos.
Assim como os outros dois filmes da série, Monkeyshines, No. 3 mostra uma figura borrada na posição branca em algum lugar, fazendo grandes gestos, e possuem apenas alguns segundos de duração.

## Situação atual
Existem cópias guardadas no Thomas Edison National Historical Park. Além disso, o filme pode ser visto livremente na Internet uma vez que, pela data de produção, encontra-se em Domínio Público.

## Dúvidas sobre o elenco
Em 1933, Dickson escreveu sobre esses experimentos, lembrando que "um grego brilhante e ensolarado [sic], de nome Sacco Albanese, foi uma das minhas primeiras vítimas... Envolto em branco, ele foi preparado para passar por algumas travessuras estranhas". A partir destas palavras, presume-se que ele foi o objeto dos chamados experimentos "Monkeyshines", nos quais imagens eram fotografadas em filme de celulóide enrolado em um cilindro semelhante ao de um fonógrafo, uma vez que Edison estava buscando a sincronização de filmes com sua invenção de áudio. Essas imagens ainda sobrevivem, mas com tão poucos detalhes e nitidez, que não é possível discernir um rosto reconhecível da figura vista vestida de branco e agitando os braços.
Gordon Hendricks data esses experimentos para a semana de 21 a 27 de novembro de 1890. No entanto, Paul Spehr argumenta que nenhum experimento com cilindro foi conduzido neste momento, tendo sido substituído pelo trabalho em filme de tira que eventualmente levaria ao Cinetoscópio. Ele sugere que as imagens do cilindro datam de 1889, quando Dickson experimentou pela primeira vez o método do cilindro com folha de celulóide fornecida por John Carbutt. Se for esse o caso, então Sacco Albanese não poderia ser a figura nos Monkeyshines, pois ainda não havia migrado para os Estados Unidos. Charles Musser, no entanto, concorda com Hendricks de que as imagens fantasmagóricas mostrariam Albanese.

## Elenco
- G. Sacco Albanese ... ele mesmo *
- John Ott          ... ele mesmo *

*Não há consenso sobre qual dos dois foi o "ator" utilizado no filme